# Шортамбай
Шортамбай, также Шартамбай — упразднённый аул в Русско-Полянском районе Омской области России. Входил в состав Целинного сельского поселения.

## История
Во время Великой Отечественной на фронт ушли аульчане Аманжоловы Хамза и Хати, Омаров Канос
В соответствии с Законом Омской области от 30 июля 2004 года № 548-ОЗ «О границах и статусе муниципальных образований Омской области» аул вошёл в состав образованного муниципального образования «Целинное сельское поселение».
Законом Омской области «О внесении изменений в Закон Омской области» № 1044-ОЗ от 4 июня 2008 года «Об административно-территориальном устройстве Омской области и порядке его изменения» исключен из учётных данных.

## География
Шортамбай находился на юге региона, в пределах Ишимской равнины.
Абсолютная высота — 100 м над уровнем моря.

## Флора, фауна
У аула Шортамбай наблюдался стрепет

## Население
По переписи 2002 года общая численность населения — 0 чел.

## Инфраструктура
Было развито сельское хозяйство (животноводство).

## Транспорт
Просёлочные дороги.